# Vrouw met stola
Vrouw met stola is een artistiek kunstwerk in Amsterdam-Centrum.
Het beeld kwam er dankzij een beeldenroute die de Stichting Beeldende Kunst uitzette. Een van de beelden werd geleverd door Pieter d'Hont; het is echter al ouder. D'Hont, die zich voor het beeld liet inspireren door zijn echtgenote, maakte al in 1957 zes exemplaren, maar in een kleiner formaat (59 cm). Negen jaar verder maakte hij er nog vijf, nu met 116 cm wat groter. Een van die beelden werd in mei 1977 op het Rokin geplaatst in de beeldenroute; andere beelden vonden ook hun weg naar bijvoorbeeld Koog aan de Zaan. Na die beeldententoonstelling werd het beeld door een gieterij aan de stad cadeau gedaan. Niet veel later verdween het exemplaar aan het Rokin; onverlaten hadden het van de sokkel getrokken en in het bijbehorende water gedumpt en even later werd het weer samen met een beeld van Eja Siepman van den Berg (Staand naakt) opgevist. Ze werd teruggeplaatst aan het Rokin. Toenemende activiteit bij het Rokin (denk aan keten, straatmeubilair etc vanwege herprofilering) onttrokken het beeld aan het zicht, maar er werd direct gereageerd toen het beeld in 1991 weer verdween. Nu was de gemeente Amsterdam zelf de boosdoener; de stad zocht een rustiger plek. Het werd in 1996 geplaatst op de oever van de Singel daar waar het Spui het schuin kruist. Het Parool van 1 augustus 2020 meldt dat het erop lijkt dat ze naar haar oude plek kijkt.

## Overige locaties
Koog aan de Zaan, Nijmegen, Rhoon, Zeist

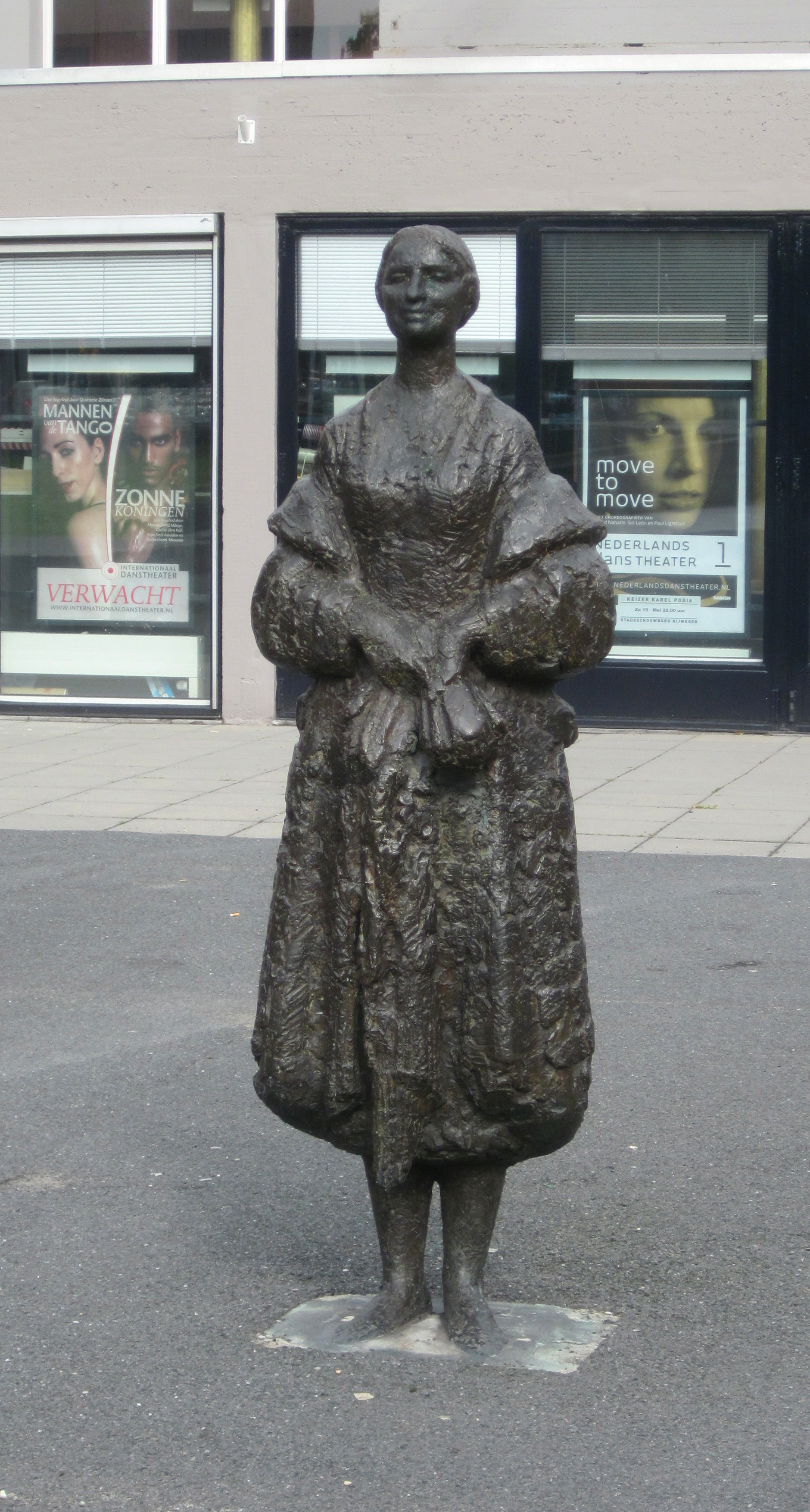
Dame met Stola, Nijmegen
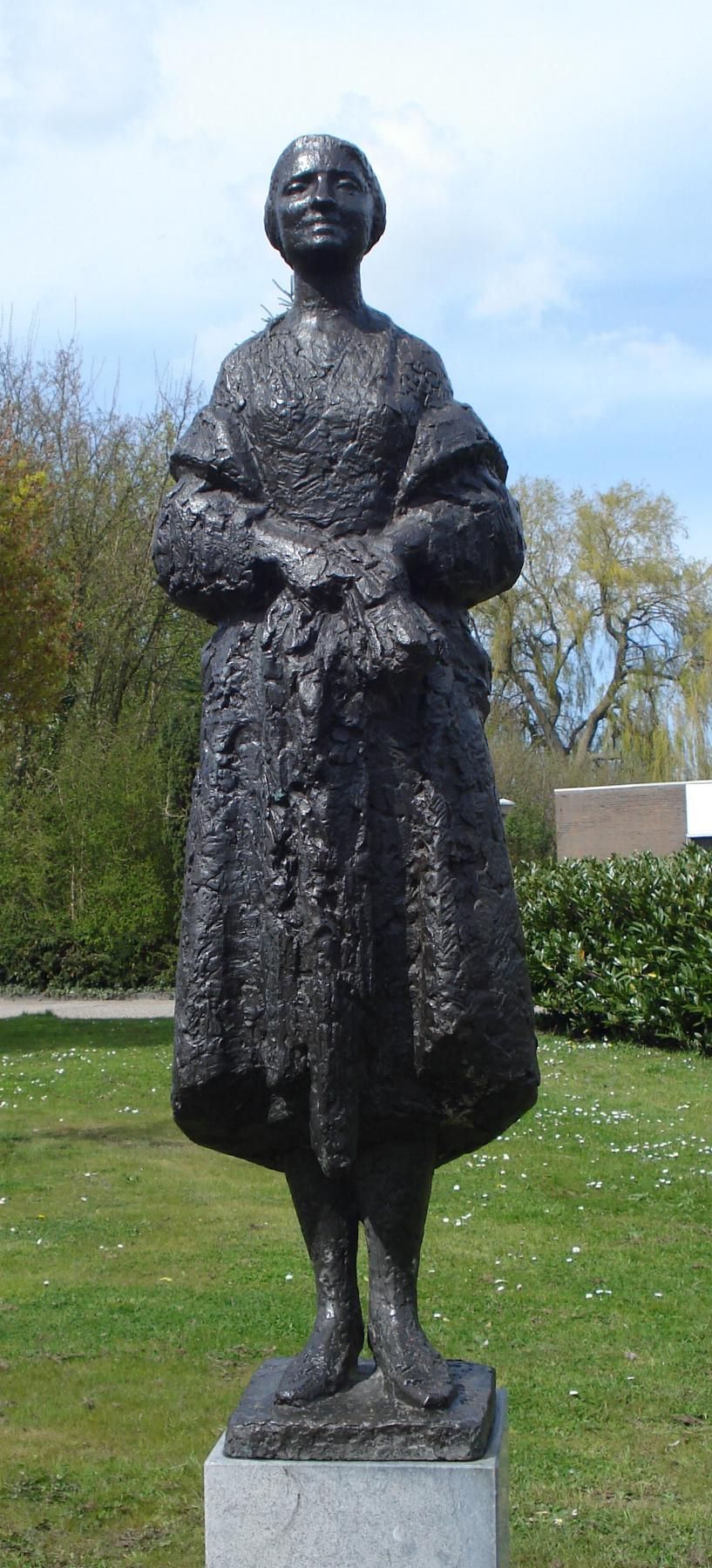
Vrouw met stola, Rhoon